# Birk (retskreds)
 For alternative betydninger, se Birk (flertydig). (Se også artikler, som begynder med Birk)
Birk var oprindeligt betegnelsen for en mindre retskreds adskilt fra et herred. Der fandtes både kongelige, kirkelige (gejstlige) og adelige birker. De kirkelige forsvandt ved reformationen (1536). Ordet birk tilsvarer det tyske Bezirk (= område).
Efter enevældens indførelse i 1660 tiltog antallet af birker vældigt, fordi der med oprettelsen af adelige lensgodser fulgte birkeret, dvs. lensmanden fik jurisdiktionsmyndigheden på godsets område. Dog måtte han ikke selv være dommer, men det var ham, der ansatte og aflønnede både birkedommer og birkeskriver (notar), så han har nok haft afgørende indflydelse på sagsforløbene.
Der kunne dog appelleres til landsoverretten. I Jylland blev appelsagerne afgjort af landsdommerne før 1805 og af Landsoverretten for Nørrejylland efter 1805.
De fleste birker blev afskaffet med Landboreformerne, men enkelte fortsatte deres virksomhed langt ind i 1800-tallet.
Birkerne i denne form forsvandt ved Grundloven af 1849.

## Etymologi
Tidligere mente man "birk" måtte anses som et låneord fra middelnederlandsk eller muligvis fra frisisk med betydningen "jurisdiktion" eller "retskreds"; ordet måtte under alle omstændigheder meget tidligt have fået indpas i Norden, hvor det foruden "særlig fra herredet udskilt retskreds" tillige kom til at betegne en handelsplads eller et købsted,

muligvis fordi det forventeligt hørte med til et sådant sted at det også dannede en særskilt retskreds.
Ifølge Henrik Lerdam betones
at etymologi ikke lader sig bruge til sikkert at forklare begrebets oprindelse,
og at ordet kendes i hele Skandinavien men ikke i det nordtyske område,
samt at de tidlige skandinaviske birkeretter - dvs. i Norge og Sverige - forekommer i forbindelse med handelssteder.

I parentes bemærket må det siges at Henrik Lerdam sammesteds også noterer
de latinsk-danske sammenstillinger
len (exactio),
herred (provincia),
landsdel (terra).
I andre sammenhænge er det dog bekendt at 'exactio' refererer til ledingsbøden eller kværsædet, måske kongerigets ældste skatteafgift.

## Historie
Birkernes oprindelse kendes i relation til stormandens hævd over sine gårde og markandele, og de tvister der måtte fremkomme ved den almindelige drift. I kontrast til herredstinget udøvedes birkeretten mere lokalt. I skandinavisk sammenhæng kendes birket allerede i Nidaros (nu Trondheim), Norge fra omkring 1020 - der måske kan stamme tilbage til byens grundlæggelse i 997 - og med lignende spekulation er den ældste svenske birkeret relateret til Stockholms grundlæggelse omkring 1250. I den danske retshistorie forstås ligevel den ældste birkeret i Danmark var tilknyttet købsteder, men synspunktet betvivles af Henrik Lerdam, forsåvidt der forekommer både birkeret med og uden tilknytning til byer samt særskilte stadsretter. Birker omtales ikke i Kong Valdemars Jordebog fra 1231, men det kan konstateres, at mange senere birker vedrører områder, der her er angivet som krongods. Det ældste kendte privilegium der rimeligt kan relateres til konceptet, er Christoffer 1.s stadfæstelse i 1258 af sædvaner og rettigheder for bønderne i Herrested Sogn på Fyn givet af hans fader.

### Middelalderen
Henrik Lerdam beskriver det tidlige birk som "et særligt retsområde med visse fra landsloven afvigende retsregler".
De typisk landligt beliggende birke-retsområder ("landbirker") falder så i tre klasser:

1. de kongelige birker,
2. de gejstlige birker, og
3. de adelige birker.

Både de gejstlige og de adelige birker hvilede i almindelighed på kongelige privilegier; for de gejstliges vedkommende er hjemlen dog ingenlunde altid klar, undertiden har man vist nok på egen hånd udvidet den retsudøvelse, som kirken udøvede over gejstligheden, til også at omfatte fæstere på kirkegodset. Privilegierne gik i øvrigt ud på, at vedkommende godsejer måtte have et birk på sit gods (hvad, der skulle henhøre under birket, angaves altid nærmere), og at der inden for dette birk måtte holdes et særligt birketing, for hvilket birkets beboere skulle svare. Den birkeberettigede kunne ikke selv dømme på birketinget, men havde ret til at beskikke dommeren (birkefogeden).

#### Kongelige birker
Kongelige kaldtes de birker, der blev oprettet på krongodset, enten i Kronens egen interesse for at have et bekvemt liggende ting, hvor Kronens fæstere kunne sagsøges, eller på grund af det pågældende områdes afsides beliggenhed og den deraf flydende retsløshed. I slutningen af middelalderen var antallet af kongelige birker vist nok ret stort, ifølge en opgørelse mellem 176-205.

#### Gejstlige birker
En form for samlet verdslig retshævd for biskoppernes, kapitlernes og klostrenes godser, kendes i hvert fald siden 13. århundrede og blev også med tiden ret talrige. Det tidligste kendte gejstligt tilstilede privilegium - der også afspejler den senere birkerets hensigt - er Erik Glippings privilegier til Ø Kloster fra 1272. I 1313 gav hertug Erik privilegier til Løgumkloster, bekræftede af hertug Valdemar i 1334. I 1327 gav bispen i Århus birkeprivilegier til "Vor kloster".

#### Adelige birker
De adelige godser bestod endnu som regel af strøgods og kunne derfor ikke oprettes til birk. Det ældste adelige birk var Kristrup, hvis birkeret blev stadfæstet af Christoffer 2. i 1320. Det er sigende, at der er tale om tidligere krongods og antagelig om et tidligere kongeligt birk. Først under Christian 1. (1448-1481) begynder adelige birker for alvor at dukke op, og et større antal adelige birker oprettedes under Christian 3. (1534-1559) og Frederik 2. (1559-1588) dels som tidligere gejstlige birker, dels tidligere kongelige birker men dog overvejende som helt nye birker. Fremkomsten af de sidstnævnte skal formentlig ses i lyset af, at det først var fra denne tid, at man begyndte at arrondere godserne, det vil sige samle fæstegårdene omkring hovedgården. Blandt de ældste adelige birker kan nævnes (Bjørnholm (birkeret 1459), Stensballegård 1474, Estrup 1469) og Clausholm.

### Moderne tid
Efter reformationen gik de gejstlige birker over til Kronen (sammen med godset) og blev, for så vidt de ikke nedlagdes, omdannede til kongelige birker. Der oprettedes desuden adskillige nye adelige birker, undertiden i forbindelse med, at krongods, der havde dannet birker, ved mageskifte eller på anden måde overdroges til adelige. Dog var det stadig meget langt fra, at alle adelige godsejere havde birkeret; i tiden nærmest før 1660 var dette måske kun tilfældet med noget over 50. Det samtidige antal af kongelige birker kendes ikke sikkert, men det var formentligt ret stort.

#### Under enevælden
For at forbedre embedsmændenes lønningsforhold, begyndte man imidlertid kort efter 1660 at sammenlægge herrederne til større retsenheder, og samtidig nedlagdes de fleste af de kongelige birker, idet disse forenedes med de herreder, inden for hvis område, de lå. Nogle vedblev dog at bestå, således Amager, Sorø, Hammershus, Fejø, Fanø, Læsø og andre, eller forvandledes ved krongodssalg til private birker, hvorved enkelte af de ved sammenlægning af herreder og birker fremkomne nye retsområder selv fik navn af birk. Under Frederik 4. oprettedes der dernæst kongelige birker på samtlige rytterregimentsdistrikter, hvorved flere herreder helt opslugtes, men af disse forsvandt en del atter ved ryttergodsets senere salg. Enkelte blev dog bestående og har eksisteret op i det 20. århundrede, således Københavns birk (senere delt i Nordre, Søndre og Frederiksberg birk), Frederiksborg birk, Kronborg birk (senere delt i Østre og Vestre Kronborg birk), Antvorskov birk, Vordingborg birk (senere delt i Nordre og Søndre birk) og andre.
De fra ældre tid stammende adelige birker opretholdtes ved adelens privilegier af 24. juni 1661 § 22, og få år efter blev der ved privilegier for greverne og friherrerne af 25. maj 1671 tillagt alle lensbesiddere birkeret. Da retten til at eje jordegods imidlertid ikke længere var forbeholdt adelen, og der således var mulighed for, at birkeret ved overdragelse kunne komme i hænderne på borgerlige, blev det ved Danske Lov 5-3-20 og 21 udtrykkelig bestemt, at sådan ret, bortset fra særligt privilegium, kun kunne udøves af adelige eller med adelen lige privilegerede, idet vedkommende skulle være i besiddelse af en komplet sædegaard. Disse bestemmelser medførte vist nok, at enkelte af de ældre birker forsvandt, men på den anden side gav ikke blot oprettelsen af len, men også det store krongodssalg anledning til fremkomsten af ny adelige birker. Disses antal må således antages at være blevet stærkt forøget i slutningen af det 17. århundrede, og også i det 18. århundrede var det længe jævnt stigende, så at det til tider nåede op omkring 120. Sidst i århundredet indtrådte der imidlertid et omslag. Både på grund af de forpligtelser, som birkeretten medførte for birkeretsindehaveren, og som med tiden blev byrdefuldere, og fordi det begyndende bortsalg af fæstegodset formindskede interessen i birkernes opretholdelse, foretrak nu mange godsejere frivilligt at opgive deres ret, og samtidig begyndte de uheldige sider ved birkeretten stærkere at tildrage sig lovgivningens opmærksomhed og førte efterhånden indskrænkninger i den.

### Nyere moderne tid (1800-tallet)
Efter, at der allerede tidligere var gjort tilløb i denne retning, blev det således ved Forordningen af 3. Juni 1809 bestemt, at birkeret ikke blot ikke for fremtiden kunne ventes tilstået ved noget nyt benådningsbrev, men den skulle, selv hvor den bestod, kun bevares for den daværende indehaver, og hvis han var adelig, for hans ægte (agnatiske) arvinger, hvorimod den aldrig skulle nedarves på arvinger i sidelinjen og aldrig medfølge ved overdragelsen af et gods. Trods disse bestemmelser og de ikke få frivillige opgivelser fandtes der endnu 1848 40 adelige birker, og først Grundloven af 1849 § 97 bragte helt den private birkeret til ophør, idet den delte skæbne med andre adelige forrettigheder. At birkeretten gik tabt, betød nu vel i og for sig ikke andet, end at birket fra et adeligt omdannedes til et kongeligt birk, men som oftest blev følgen dog selve birkets nedlæggelse, om ikke straks, så ved de daværende embedsmænds afgang. Enkelte af de tidligere adelige birker blev dog opretholdte, men de indtog nu lige så lidt som andre kongelige birker nogen særstilling, men kunne i alle henseender jævnstilles med herrederne. I løbet af det 20. århundrede forsvandt birk som retsbegreb og erstattede af retskredse.

## Danske birk med eksistensår
Ifølge Statens Arkivers arkivalieinformationssystem.
| - 1472-1819 Amaliegård Birk (Clausholm Birk) - 1546-1797 Asdal Birk - 1459-1812 Bjørnholm Birk, fra 1681 Høgholm Birk - 1700-1852 Boller og Møgelkær Birk - 1644-1820 Børglum Klosters Birk - 1671-1821 Bøvling Birk, fra 1671 Rysensten Birk - 1472-1819 Clausholm Birk - 1712-1814 Dronningborg Birk - 1749-1813 Dronninglund og Hals Birk - 1672-1800 Endelave Birk - 1670-1919 Fanø Birk - 1718-1721 Faurskov Birk, 1721 sammenlagt med Frijsenborg Birk - 1672-1721 Frijsenborg Birk, 1721 sammenlagt med Faurskov Birk - 1721-1919 Frijsenborg-Faurskov Birk - 1661-1819 Frisenvold Birk (før 1673 Tårup Birk) og Løjstrup Birk - 1690-1808 Frisholt Birk - 1688-1820 Fussingø Birk - 1469-1849 Gammel Estrup Birk - 1637-1674 Gjesingholm Birk - 1687-1819 Glenstrup Birk, se Nørhald-Støvring Herred - 1744-1806 Grundet Birk eller Hornstrup Birk - 1546-1797 Gårdbo Birk - 1630-1688 Hals Birk - 1631-1687 Hannæs Birk (senere Vester Han Herred) - 1662-1820 Havreballegård Birk eller Marselisborg Birk - 1645-1823 Hevringholm Birk - 1737-1777 Hjerm Birk, senere Volstrup Birk - 1559-1812 Hunderup Birk - 1564-1821 Højslev Birk eller Stårupgårds Birk - 1662-1687 Jelling Birk - 1661-1819 Kalø Birk - 1768-1812 Katholm Birk - 1718-1770 Koldinghus Birk - 1572-1686 Kærgård Birk - 1684-1813 Lerkenfeldt Birk - 1681-1879 Lindeborg Birk - 1687-1833 Lundbæk og Pandum Birk - 1661-1812 Lustrup Birk, 1812 lagt under Riberhus Birk - 1685-1919 Læsø Birk - 1630-1919 Løgstør Birk - 1606-1796 Lønborggård Birk - 1674-1823 Løvenholm Birk - 1450-1815 Mariager Klosters Birk - 1662-1820 Marselisborg Birk (Havreballegård Birk) - 1668-1688 Mou Birk - 1545-1727 Nibe Birk - 1662-1688 Nim Birk - 1653-1688 Nørholm Birk - 1636-1688 Nørhå Birk - 1549-1815 Overgård Birk - 1581-1811 Oxholm Birk (eller Øland Birk) - 1560-1821 Resen Birk eller Krabbesholm Birk - 1735-1859 Riberhus Birk - 1574-1852 Rosenholm Birk - 1545-1803 Rosmus Birk, senere Rugård Birk - 1545-1803 Rugård Birk, tidligere Rosmus Birk - 1573-1719 Rye Birk, 1687 sammenlagt med Skanderup Birk - 1582-1919 Samsø Birk - 1854-1919 Silkeborg Birk - 1719-1801 Skanderborg Rytterdistrikts Birk - 1573-1719 Skanderup Birk, 1687 sammenlagt med Ry Birk - 1726-1820 Skeels Birk - 1532-1820 Skjern Birk eller Skjerning Birk - 1661-1856 Skomstrup Birk - 1675-1850 Stensballegård Birk - 1662-1688 Storvorde Birk - 1668-1831 Sæbygård Birk - 1736-1779 Tanderup Birk - 1739-1806 Timgård Birk eller Tim Birk - 1532-1799 Tirsbæk Birk - 1686-1814 Torstedlund og Albæk Birk - 1683-1719 Tvilum Birk - 1661-1673 Tårup Birk (efter 1673 Frisenvold Birk) - 1665-1687 Vester Lisbjerg Birk - 1760-1800 Vestervig Klosters Birk - 1673-1856 Vilhelmsbog Birk, tidligere Skomstrup Birk - 1757-1847 Villestrup Birk - 1578-1820 Voergaard Birk - 1472-1819 Voldum Birk (Clausholm Birk) - 1737-1777 Volstrup Birk, tidligere Hjerm Birk - 1749-1820 Vorgård Birk - 1668-1819 Vosnæsgård Birk - 1581-1811 Øland Birk (eller Oxholm Birk) - 1731-1800 Ørslevkloster Birk - 1879-1919 Ålborg Birk - 1740-1853 Augustenborg og Rumohrsgård Godsers Birk - 1737-1867 Ballegårds Birk - 1732-1867 Ballum Birk, se Lø Herred - 1792-1815 Blansgårds Birk - 1784-1867 Bøjskov Birk - 1796-1884 Grøngrøft Gods Birk - 1640-1885 Gråstenske Godsers Birk - 1704-1867 Højer Birk - 1514-1867 Løgumkloster Birk - 1731-1867 Møgeltønder Birk, se Lø Herred - 1658-1867 Vesterland-Før og Amrum Birk (nu syd for grænsen) - 1766-1884 Ladegård Gods Birk - 1740-1867 Gammelgård Birk - 1788-1885 Reventlow grevskabs Birk - 1734-1853 Rønhave og Ladegård Birk - 1782-1867 Sankt Jørgens Hospitals Birk - 1745-1867 Stoltelund Gods Birk - 1600-1884 Søgård og Årtoft Godsers Birk - 1769-1871 Varnæs Birk I 1682 skal have eksisteret følgende birker, som ikke har kunnet efterspores i Statens Arkiver. - Hindsholm Birk (på Fyn) - Hollænderbyens Birk (Store Magleby på Amager) | - 1622-1647 Agernæs Birk - 1677-1815 Avernakø Birk - 1672-1870 Brahetrolleborg Birk - 1500-1870 Christiansdal Birk - 1500-1870 Findstrup Birk - 1688-1833 Glorup Birk - 1663-1773 Gråsten Birk (Ærø) - 1720-1857 Gyldensteen Birk - 1539-1828 Hesselager Birk - 1672-1852 Holckenhavn Birk - 1500-1870 Holstenshus Birk - 1622-1810 Kørupgårds Birk (fra 1704 også Einsidelsborg) - 1672-1852 Langeland Birk - 1747-1844 Langesø Birk - 1781-1912 Lehn Birk - 1661-1685 Lyø Birk - 1688-1833 Moltkenborg Birk - 1781-1919 Muckadell Birk - 1500-1686 Næsbyhoved Birk - 1719-1769 Ravnebjerg Birk - 1633-1874 Ravnholt Birk - 1810-1919 Roepstorff Birk - 1680-1854 Scheelenborg Birk - 1724-1855 Strynø Birk - 1658-1919 Tåsinge Birk - 1683-1831 Ulriksholm og Østergård Birk - 1672-1919 Wedellsborg Birk - 1719-1738 Alstrup Birk - 1623-1919 Amager Birk - 1720-1919 Antvorskov Birk - 1662-1694 Askø Birk - 1721-1861 Baroniet Guldborglands Birk - 1763-1850 Baroniet Holbergs Birk - 1721-1861 Berritsgård Birk - 1673-1853 Birkholm Birk - 1681-1809 Bistrup Birk - 1678-1800 Borreby Birk - 1857-1919 Bregentved-Gisselfeld Birk - 1685-1856 Christiansborg Birk - 1725-1919 Christiansholms Birk - 1685-1856 Christianssædes Birk - 1681-1809 Conradsborg Birk - 1720-1858 Det Falsterske Regimentsdistrikts Birk - 1674-1919 Dragsholm Birk - 1678-1832 Egholm Birk - 1720-1858 Falsters Birk - 1657-1919 Fejø Birk - 1888-1919 Frederiksberg Birk - 1649-1919 Frederiksborg Birk - 1773-1919 Frederiksværk Birk - 1780-1853 Frydendal Birk - 1773-1856 Fuglsang-Priorskov Birk - 1738-1819 Førslev, Harrested og Saltø Birker - 1673-1855 Gammel Køgegårds Birk - 1779-1811 Gammelgårds Birk - 1693-1867 Gavnø Birk - 1669-1719 Gedser Birk - 1698-1857 Gisselfeld Klosters Birk - 1748-1857 Grevskabet Bregentveds Birk - 1664-1861 Grevskabet Hardenberg-Reventlows Birk (vestre og østre distrikt) - 1776-1808 Hagested Birk - 1773-1919 Halsnæs-Frederiksværk Birk - 1718-1809 Hammer, Bårse og Jungshoved Birk - 1685-1919 Hammershus Birk - 1817-1856 Hardenberg-Reventlows Vestre Birk - 1775-1870 Hellebæk Birk - 1616-1809 Herlufsholm Birk - 1701-1852 Holbækgård Birk - 1725-1919 Holsteinborg Birk - 1721-1919 Hørsholm Birk - 1674-1825 Jomfruens Egede Birk - 1721-1856 Juellinge Birk - 1686-1718 Jungshoved Birk - 1676-1832 Jægerspris Birk - 1714-1856 Knuthenborg Birk - 1696-1805 Kragerupgårds Birk - 1664-1861 Krenkerup Birk - 1743-1812 Kristiansdals Birk - 1721-1848 Kronborg Rytterdistrikts Birk - 1849-1919 Kronborg Vestre Birk - 1849-1919 Kronborg Østre Birk - 1683-1721 Københavns Birk - 1721-1819 Københavns Amts Rytterdistrikts Birk - 1819-1919 Københavns Amts Nordre Birk - 1819-1919 Københavns Amts Søndre Birk - 1746-1864 Ledreborg Birk - 1690-1713 Lellinge Birk - 1673-1853 Løvenborg Birk - 1856-1919 Maribo Birk - 1663-1691 Maribo Klosters Birk - 1667-1814 Nielstrup Birk - 1725-1919 Nysted Birk - 1703-1784 Orebygård Birk - 1685-1856 Pederstrup Birk - 1664-1861 Radsted Birk - 1685-1919 Sandvig og Allinge Birker (Bornholm) - 1678-1809 Sankt Jørgensbjerg og Duebrødre Klosters Birk - 1686-1832 Selsø Birk - 1673-1919 Skjoldenæsholm Birk - 1708-1919 Sorø Birk - 1600-1731 Stensby Birk - 1600-1691 Stokkemarke og Ravnsborg Birk - 1673-1832 Svanholm Birk - 1668-1919 Svenstrup Birk - 1743-1827 Sæbyholm Birk, se også Vintersborg Birk - 1763-1809 Søholt Birk - 1681-1809 Sørupgårds Birk - 1694-1919 Tryggevælde Rytterdistrikts Birk - 1678-1825 Tybjerggårds Birk - 1500-1853 Tølløse Birk - 1623-1821 Tårnby Birk - 1685-1856 Tåstrup Birk - 1713-1919 Vallø Birk - 1682-1805 Vedbygårds Birk - 1735-1860 Vemmetofte Klosters Birk - 1673-1829 Vintersborg Birk - 1718-1809 Vordingborg Rytterdistrikts Birk - 1809-1919 Vordingborg Nordre Birk - 1809-1919 Vordingborg Søndre Birk - 1725-1919 Ålholm, Bremersvold og Kærstrup Birk |